# Acropimpla alboscutellaris
Acropimpla alboscutellaris är en stekelart som först beskrevs av Gyöö Viktor Szépligeti 1908.  Acropimpla alboscutellaris ingår i släktet Acropimpla och familjen brokparasitsteklar. Inga underarter finns listade i Catalogue of Life.